# Bernardia celastrinea
Bernardia celastrinea är en törelväxtart som först beskrevs av Henri Ernest Baillon, och fick sitt nu gällande namn av Johannes Müller Argoviensis. Bernardia celastrinea ingår i släktet Bernardia och familjen törelväxter. Inga underarter finns listade i Catalogue of Life.